# Kazimierz Sochaniewicz
Kazimierz Roman Sochaniewicz (ur. 28 lutego 1892 w Wieliczce, zm. 28 grudnia 1930 we Lwowie) – polski historyk, archiwista, heraldyk, nauczyciel, doktor filozofii.

## Życie i działalność
Urodził się w rodzinie lekarza weterynarii Teofila Mariana Sochaniewicza i Marii Józefy z d. Gulin. Ukończył czteroklasową szkołę ludową, potem III Gimnazjum Klasyczne im. Franciszka Józefa we Lwowie, gdzie w 1910 uzyskał świadectwo dojrzałości. Studiował na Wydziale Filozoficznym Uniwersytetu Lwowskiego, uzyskując w 1918 stopień naukowy doktora filozofii. Był uczniem Stanisława Zakrzewskiego i Ludwika Finkla. W latach 1910–1912 odbył praktykę archiwalną w archiwum książąt Sapiehów przy Ossolineum, pracował w bibliotece Wydziału Krajowego we Lwowie.
W czasie I wojny światowej był oficerem armii austro-węgierskiej, w 1917–1918 służył w Generalnym Gubernatorstwie Lubelskim, w czasie wolnym od służby prowadził badania naukowe na Zamojszczyźnie, gdzie stacjonował.
Po odzyskaniu niepodległości przez Polskę był w latach 1919–1921 zatrudniony w Wydziale Archiwów Państwowych w Warszawie, w dziale Polskiego Archiwum Wojennego i Archiwum Skarbowym. W 1921 powrócił do Lwowa, pracował jako profesor historii i geografii w Prywatnym Gimnazjum Realnym im. Henryka Jordana.
W 1924 brał udział jako ekspert w pracach Polskiej Państwowej Komisji Rewindykacyjnej w Moskwie, zajmującej się wyszukiwaniem i rewindykacją archiwów, bibliotek i zbiorów kultury wywiezionych z Polski przez władze carskie w okresie zaborów, w szczególności w ramach represji popowstaniowych i w czasie ewakuacji majątku podczas odwrotu armii rosyjskiej z Królestwa Polskiego w 1915 roku. Rewindykacja majątku była prowadzona na podstawie postanowień traktatu pokojowego między Polską a Rosją i Ukrainą sowiecką, przewidujących pełny zwrot zagrabionego majątku. Władze sowieckie prowadziły obstrukcję, starając się nie dopuścić do wykonania tych postanowień traktatu pokojowego, lub zrealizować je w minimalnym zakresie. W ramach posunięć zmierzających do uniemożliwienia realizacji postanowień rewindykacyjnych OGPU aresztowało niektórych polskich członków komisji rewindykacyjnej, nie zważając na ich status. Aresztowany został ks. Bronisław Ussas, kierownik delegatury komisji w Leningradzie i Kazimierz Sochaniewicz, który był więziony dłuższy czas na Butyrkach w Moskwie.
Po uwolnieniu w 1925 powrócił do Lwowa, gdzie do 1929 pracował w VI Państwowym Gimnazjum im. Stanisława Staszica. Wiosną 1929 wziął udział w konkursie na kierowanie Archiwum Miejskim w Toruniu i uporządkowanie go. Konkurs wygrał i po uzyskaniu od kuratora Okręgu Szkolnego Lwowskiego Mariana Pytlakowskiego bezpłatnego urlopu na okres do 31 sierpnia 1931 objął w październiku 1929 kierownictwo Archiwum Miejskiego w Toruniu. Jednocześnie uczył historii w I Gimnazjum Męskim im. Mikołaja Kopernika w Toruniu.
Zmarł we Lwowie 28 grudnia 1930. Został pochowany na Cmentarzu Łyczakowskim. Odznaczony Krzyżem Obrony Lwowa.
Jego żoną (od 1926) była Zofia Helena ze Szczurkiewiczów, mieli syna Lesława Teofila Juliana.

## Zainteresowania naukowe, funkcje społeczne
Jego zainteresowania naukowe i prace dotyczyły: etnografii, dziejów ziem południowo-wschodnich Rzeczypospolitej, historii Zamościa, dydaktyki nauczania historii, metrologii (dziejów miar i wag w Polsce), heraldyki i genealogii, archiwistyki i historii prawa polskiego. Autor ponad 120 publikacji naukowych zamieszczonych w wydawnictwach zwartych, czasopismach, rocznikach i księgach pamiątkowych.
8 marca 1925 został wybrany sekretarzem Polskiego Towarzystwa Heraldycznego we Lwowie. Był członkiem Polskiego Towarzystwa Historycznego, Towarzystwa dla Popierania Nauki Polskiej we Lwowie, Towarzystwa Przyjaciół Zamościa, Towarzystwa Bibliofilów im. Joachima Lelewela w Toruniu i Tymczasowego Komitetu dla Stworzenia Muzeum Pomorskiego w Toruniu. Członek Zarządu Towarzystwa Naukowego w Toruniu, prezes Związku Zawodowego Nauczycieli Szkół Średnich we Lwowie. Współpracownik Komisji Historycznej Polskiej Akademii Umiejętności w Krakowie.

## Upamiętnienie
Jego imię nosi ulica w Zamościu.

## Prace
Artykuły:
- Autokefalja Kościoła Wschodniego w Polsce // Drogi Polskie. – 1922, nr 1, s. 9-33.
- Baszta prochowa we Lwowie // Ziemia Lubelska. – 1922, nr 253 (16.09), s. 5, nr 261 (24.09), s. 5, Toż: Gazeta Lwowska. – 1922, nr 192
- Beitrage zur Kentnis von Dante im Mittelaterlichen Polen // Eos. – 1932-1933, t. 34, s. 193-194
- Bolesław Podczaszyński i jego zbiory // Kronika Powszechna. -1913, nr 18, s. 300-302
- Cech rzeźnicko-piekarski w Janowie Lubelskim w XVIII w. // Pamiętnik Lubelski 1927-1930, t. 1, s. 170-183
- Cele i zadania komisji nauczania historji oddziału lwowskiego Zw. Zaw. Nauczycieli szkół średnich // Wiadomości Nauczycielskie 1926, t. 1, s. 3-5
- [Dwudziestolecie] 20-lecie Towarzystwa heraldycznego we Lwowie // Zapiski Numizmatyczne 1925, nr 3, s. 80
- Dzieje Zamościa w dobie przed lokacją na prawie niemieckim: (1450-1580) // Rozprawy Historyczne Towarzystwa Naukowego Warszawskiego. – 1922, t. 1, z. 4, s. 11-22, Toż: Sprawozdanie TN Warszawa Wydział II. – 1925 (druk) 1927 s. 28-29
- Dziesięciolecie Muzeum Szkolnego [we Lwowie] // Kronika Powszechna. – 1913, nr 46, s. 767-768
- Echa dziejów polskich w klasztorze św. Katarzyny na górze Synajskiej // Kwartalnik Historyczny – organ Towarzystwa Historycznego. – 1931, t. 45, nr 1, s. 76-78
- Geneza herbu miasta Zamościa // Przewodnik Naukowy i Literacki 1920, nr 7, s. 624-638, Toż: Kronika Powiatu Zamojskiego. – 1918, nr 12, s. 83-84; Narodziny Zamościa w pracach Kazimierza Sochaniewicza / oprac., wstępem i bibliogr. opatrzył Kazimierz Kowalczyk; Archiwum Państwowe w Zamościu. -Zamość: Archiwum Państwowe, 2007, – S. 71-81
- Gimnazjum w Brzuchowicach (pod Lwowem) // Przegląd Pedagogiczny – 1922, nr 28, s. 4-7, Toż: Ziemia Lubelska, nr 216, s. 3
- Godło miasta Zamościa, przyczynek do kultu św. Tomasza w Polsce i genezy godeł miejskich w ogóle // Sprawozdania Towarzystwa Naukowego we Lwowie – 1926, t. 6, z.s. 63-63
- Itinerarjum Króla Polski Aleksandra (29 listopada 1501 – 19 sierpnia 1505) // Sprawozdania z Czynności i Posiedzeń Polskiej Akademii Umiejętności. – 1922, nr 5, s. 5
- Jeszcze w sprawie kultu św. Tomasza Ap. w Zamościu // Kronika Powiatu Zamojskiego. – 1918, nr 13, s. 4-5
- Józef Piłsudski jaki historyk. Próba charakterystyki // Gazeta Lwowska. – 1928, nr 139¬142
- Karnawał w Zamościu 1588 // Teka Zamojska. – 1919, nr 1, s. 13
- Katalog Generalny średniowiecznych rękopisów greckich i łacińskich polskiego pochodzenia [sprawozdanie] // Kwartalnik Klasyczny. – 1929, t. 63, s. 443-444, Toż: Eos [Supplem.]. – 1930, s. 90-101
- Kilka uwag o historyku Torunia Jakubie Henryku Zernecke (1672-1741) //Mestwin -nr 12, s. 1-2
- Kollokwja, Zjazdy, Wiece, Zjazdy Generalne, sejmiki (sejmiki ziemskie, partykularne, generalne) sejmy (walne). W epoce Piastowskiej i Jagiellońskiej // W: Wierzbowski, T.: Vademecum. – Lwów, 1926. – Wyd. 2, s. 192-204
- Kołłątaj, jako pierwszy metodyk etnografii: uwagi i przyczynki // Kwartalnik Etnograficzny Lud. – 1912, t. 18, s. 122-132
- Krakowskie Towarzystwo Numizmatyczno-Archeologiczne w ostatnim pięcioleciu (1921¬-1926) // Zapiski Numizmatyczne. – 1926, nr 3-4, s. 65-67
- Krótki rys dziejów Gimnazjum im. Króla Stefana Batorego [we Lwowie] ze szczegółowym uwzględnieniem lat 1918-1928 // W: Sprawozdanie Dyrekcji Państwowego Gimnazjum we Lwowie za rok 1927/28
- Kult przeszłości w wychowaniu obywatelskim dorosłych // Polska Oświata Pozaszkolna. nr 1, s. 132-146, 205-212, 263-270
- Kult tradycji lokalnej jako podstawa wychowania obywatelskiego we współczesnym państwie austriackim // Polska Oświata Pozaszkolna. – 1925, nr 3, s. 141-147
- Kultura klasyczna a nauczanie historji w gimnazjum // Kwartalnik Klasyczny. – 1928, t. nr 3, s. 275-286
- Les spolationes commis par les Russes en Pologne de 1772 a 1918 // L’est Polonais. – Varsovie. – 1921, nr 1-16 Rec.: Kleczkowski, P. // La Pologne (Paris). – 1921, nr 23
- Materjały do dziejów stosunków kościelnych na ziemi chełmskiej // Wschód Polski. -1923, s. 127
- Materjały do historji wojen i wojskowości w zbiorach Archiwum Miasta Torunia /Kazimierz Sochaniewicz, H. Piskorska // „Przegląd Historyczno-Wojskowy” 1930, t. 3, nr 1-2, s. 270-284.
- Metryki Kolegiaty Zamojskiej [Archiwum Kolegiaty Zamojskiej. Księgi metryczne sięgające 1658 r. // Kronika Powiatu Zamojskiego. – 1918, nr 3-4, s. 39-40
- Miary i ceny produktów rolnych na Podolu w XVI w. // Lud – 1929, t. 28, s. 145-166
- Miary roli na Podhalu w ubiegłych wiekach// Lud – 1926, t. 25, s. 19-37
- Miscellanea archiwalne do dziejów Zamościa // Teka Zamojska – 1919, nr 3, s. 47-48 (Publikacja dwóch mandatów królewskich: Władysław IV z 1646 i Jana Kazimierza z 1649 r.)
- Miscellanea archiwalne do dziejów Zamościa: najstarszy przywilej dla Ormian zamojskich z roku 1585 [rękopisy] // Teka Zamojska. – 1920, nr 2, s. 31-32
- Miscellanea archiwalne do dziejów Zamościa: najstarszy wilkisz m. Zamościa // Teka Zamojska. – 1919, nr 5, s. 80
- Miscellanea archiwalne do dziejów Zamościa: Przywilej Zygmunta III z r.1588 dla miasta Zamościa // Teka Zamojska. – 1920, nr 3, s. 47-48
- Miscellanea archiwalne do dziejów Zamościa: Przywilej Zygmunta III z r.1613, zastrzegający prawo arendowania czopowego i opłat państwowych w powiecie krasnostawskim mieszczanom zamojskim z wyłączeniem Żydów // Teka Zamojska. – 1920, nr 8, s. 127-128
- Miscellanea archiwalne do dziejów Zamościa: Zaprzysiężenie zeznania burmistrza, co do stanu liczebnego domów i mieszkańców Zamościa w r. 1654 i 1655 [rękopisy] // Teka Zamojska. – 1920, nr 5, s. 79-80
- Monety, bite w czasie oblężeń Zamościa (Zapiski naukowe) // Kronika Powiatu Zamojskiego. – 1918, nr 10, s. 42
- Monografia miasta Torunia // Wiadomości Historyczne: dodatek do Kwartalnika Historycznego. – 1930, t. 44, nr 3, s. 294-295
- Muzeum 1885-1925 // Muzeum, dod. nr 15, s. 34-140
- Na marginesie odmian herbu Zamościa // Kronika Powiatu Zamojskiego. – 1918, nr 21 s. 18-19
- Na marginesie „Pana Tadeusza”. Pojęcia agronomiczno- miernicze u Adama Mickiewicza // Ruch Literacki (Warszawa). – 1927, nr 6, s. 163-169
- Na marginesie „sporu o Kusego i Sokoła” w „Panu Tadeuszu”. (Uwaga na temat prawa łowieckiego) // Pamiętnik Literacki (Lwów). – 1927, z. 3-4, s. 412-417
- Najdawniejsza organizacja Samorządu w Zamościu // Kronika Powiatu Zamojskiego. – nr 20 s. 2-3; nr 23-24, s. 41-43
- Najdawniejsze dyplomy Witolda W. Ks. Litewskiego: (Przyczynek do dyplomatyki litewskiej) // Ateneum Wileńskie – 1925/1926, t. 10-11, s. 374-386, Toż: [sprawozdanie] // Kwartalnik Historyczny. – 1925, s. 672
- Najstarsze herby miasta Torunia // Słowo Pomorskie. – 1930, nr 115, s. 4
- Nauka polska a Wschód // Wschód Polski. – 1920, nr 5
- Nauki pomocnicze historii na IV Zjeździe Historyków Polskich w Poznaniu // Zapiski Numizmatyczne – 1925, t. 6, s. 103-104
- Nieco o Technicznym wyposażeniu podręczników szkolnych // Przewodnik Bibljograficzny 1925, nr 4, s. 299-300
- Nowe czasopismo numizmatyczne // Kwartalnik Historyczny. – 1925, s. 413-414
- O herbie miasta Zamościa // Kronika Powiatu Zamojskiego. – 1918, nr 12, s. 7
- O kilku postulatach bizantyjskich w Polsce [sprawozdanie] // Kwartalnik Klasyczny 1929, z. 4, s. 441-445
- O kolebce rodu Zamojskich i Piwach – Prawdzikach na Rusi // Rocznik Polskiego Towarzystwa Heraldycznego. – 1920, t. 5, s. 58-76, Toż.: Narodziny Zamościa w pracach Kazimierza Sochaniewicza / oprac., wstępem i bibliogr. opatrzył Kazimierz Kowalczyk; Archiwum Państwowe w Zamościu. – Zamość: Archiwum Państwowe, 2007. – S. 25-44
- O najdawniejszej pieczęci miasta Torunia // Miesięcznik Heraldyczny 1930, nr 8, s. 158-160, Toż: Mestwin, R. 5-6, nr 14, s. 1-2
- O potrzebie systematycznego wydawnictwa materjałów do historii procesów o czary w Polsce: referat wygłoszony na XII Zjeździe Lekarzy i Przyrodników w Warszawie // Lud. – 1925, t. 24, s. 165-169
- O przyszłego nauczyciela historji w szkole średniej // Ogniwo. – 1927, t. 7, s. 18
- O przeszłości Zamościa // Nowiny Zamojskie. – 1918, nr 1, s. 4-5, Toż: Narodziny Zamościa w pracach Kazimierza Sochaniewicza / oprac., wstępem i bibliogr. opatrzył Kazimierz Kowalczyk; Archiwum Państwowe w Zamościu. – Zamość: Archiwum Państwowe, 2007. – S. 23-24
- O stanowisko historji starożytnej w szkole średniej // Kwartalnik Klasyczny. – 1927, t. 1, s. 356-358.
- O utrwaleniu charakteru polskiego okolic Lwowa // Ziemia Lubelska. – 1922, nr 217, s. 352-358
- Obchód 10-lecia odzyskania Pomorza w Toruniu // W: Księga Pamiątkowa dziesięciolecia Pomorza / Pomorski Związek Oficerów Rezerwy. – 1930, s. 87-93
- Oblężenie Zamościa w r. 1706 // Gazeta Lwowska 1922
- Ofenzywa wielkanocna pod Lwowem // Wiarus. – 1919, z. 29-30
- Państwowe archiwum prasowe //Przewodnik Administracji Polskiej. – 1919/1920, nr 4¬ s. 26-31
- Pieczęć Kiejstuta w zbiorze sfragistycznym miasta Torunia // Wiadomości Numizmatyczno-Archeologiczne. – 1929 [druk 1930], t. 12, s. 92-94
- Pierwociny staropolskiego miernictwa // Przyroda i Technika 1929, t. 8, s. 267-277
- Pierwszy powszechny konkurs ras w Londynie w lipcu 1911 // Kwartalnik etnograficzny Lud. – 1912, t. 18, s. 239-240
- Prace i zasługi ś. p. Henryka Wiercińskiego // Przegląd Lubelsko-Kresowy. – 1925, nr 2,s. 1-5
- Prawo chełmińskie // Mestwin. – 1930, nr13, s. 7-8
- Problemy badań nad herbami (miast) w Polsce [sprawozdanie] // Kwartalnik Historyczny. – 1919, t. 33, s. 220
- Prof. Ludwik Finkel. Z powodu uroczystości wręczenia złotego medalu // Dziennik Lwowski. – 1926, nr 108, s. 109
- Profesorowi Romerowi w hołdzie [wydanie księgi zbiorowej „Pokłosie Geograficzne] //
- Przegląd Wydawnictw Książnicy Polskiej Towarzystwa Nauczycieli Szkół Średnich i Wyższych. – 1925, nr 4, s. 61-66
- Przyczynek do czarów na Żmudzi w XVII wieku // Lud. – 1922, t. 50, s. 125-135
- Przyczynek do rozwoju herbu XX książąt Zbarazkich // Miesięcznik Heraldyczny. – 1914, nr 5-6, s. 118-120
- Przywilej Trybunału Zamojskiego z r. 1604, [w:] Szymon Szymonowic i jego czasy. Rozprawy i studia / pod red. Stanisława Łempickiego Zamość: nakł. Komitetu Obchodu 300-nej Rocznicy Zgonu Szymona Szymonowica, 1929, s. 299-314, Toż: Narodziny Zamościa w pracach Kazimierza Sochaniewicza /oprac., wstępem i bibliogr. opatrzył Kazimierz Kowalczyk; Archiwum Państwowe w Zamościu. – Zamość 2007 Archiwum Państwowe – S. 107-113
- Przywileje miasta Tomaszowa // Teka Zamojska. – 1920, nr 9-10, s. 149-156; 1921, nr 1-2, s. 24-28; nr 3-4, s. 62-64; nr 5-6, s. 94-96; nr 7-8, s. 114-128; nr 9-10, s. 149-156
- Regesta przywilejów miasta Zamościa z lat 1580, [w:] Szymon Szymonowic i jego czasy. Rozprawy i studia / pod red. Stanisława Łempickiego. – Zamość: nakł. Komitetu Obchodu 300-nej Rocznicy Zgonu Szymona Szymonowica, 1929, s. 275-298
- Rewindykowana księga ławnicza Torunia // Tygodnik Toruński. – 1925, nr 4-5, s. 3-4.
- Rękopisy czeskie w kolekcji Załuskich // Przewodnik Bibliograficzny – 1925, nr 6, s. 265-267
- Rola ś.p. M. Dubieckiego w powstaniu styczniowym // Dziennik Lwowski – 1927, nr 38-38, 41
- Rozwody na Rusi Halickiej w XV i XVI wieku // Pamiętnik Historyczno-Prawny. – 1929, t. 7, z. 3, 64 s.
- Sarniccy i zbiór w Mokrem Lipiu na Chełmszczyźnie // Reformacja w Polsce – 1924, nr 9-10, s.

117-125
- Sitańscy h. Nałęcz na pograniczu chełmsko – bełzkim w XV i XVI w. // Rocznik Towarzystwa Heraldycznego. – 1923, t. 6, s. 146-147, Toż: Narodziny Zamościa w pracach Kazimierza Sochaniewicza / oprac., wstępem i bibliogr. opatrzył Kazimierz Kowalczyk; Archiwum Państwowe w Zamościu. – Zamość: Archiwum Państwowe, 2007. – S. 45-58
- Słownik biograficzny pisarzy polsko-łacińskich [sprawozdanie] // Kwartalnik Klasyczny – 1929,t. 3, s. 441-442
- Sprawa rekonstrukcji średniowiecznych bibliotek polskich [sprawozdanie] // Kwartalnik Klasyczny. – 1929, Ł 3, s. 442-443
- Sprawa rewindykacji archiwów i mienia kulturalnego Polski od Rosji // Wschód Polski. – 1921, nr 6-7, s. 238-260; nr 8-9, s. 361-382; nr 10–12, s. 531-561 (dokończenie)
- Sprawozdanie z działalności komisji planów i nauczania historji zw. zaw. naucz. pol. szkół średnich (Oddział Lwów) w r. 1925/1926 // Wiadomości Nauczycielskie. – 1926, nr 15, s. 4-5
- Stan, organizacja i postulaty badań nad historją ziem południowo-ruskich // W: „IV Zjazd Historyków Polskich w Poznaniu 1925”. – Poznań, 1925, s. 1-12
- Stosunki narodowościowo-wyznaniowe w dyecezyi podlaskiej w r[oku] 1863 // Lud. – 1918 z. 3-4, s. 271-292
- Studia nad rozsiedleniem szlachty w ziemi chełmskiej // Rocznik Towarzystwa Heraldycznego we Lwowie
- Ś.p. Bronisław Chlebowski [badacz dziejów literatury polskiej] // Kronika Powiatu Zamojskiego. – 1918, nr 1-2, s. 19-20
- Ś. P. Grzegorz Smulski (1844-1911). Bibliografia // Kwartalnik etnograficzny Lud. – 1911, t. 17, s. 277-287 (Kronika Etnograficzna)
- Ś.p. Zygmunt Luba Radzimiński: zm. 12 października 1928 r. Bibliografia // Wiadomości Historyczne: dodatek do Kwartalnika Historycznego. – 1929, t. 43, nr 2, s. 182-192, Toż: Rocznik Polskiego Towarzystwa Heraldycznego. – 1928-1929, t. 9, s. 301-318
- Św. Tomasz Apostoł, patron Zamościa // Kronika Powiatu Zamojskiego. – 1918, nr 12, s. 74
- Ślad, półśledzie, kwarta i kęs roli: ze studiów nad miarami roli w Wielkopolsce w XVI i XVII w. // Roczniki Historyczne – 1929, t. 5, nr 1, s. 90-102, Toż: Sprawozdania Poznańskiego Towarzystwa Przyjaciół Nauk. – 1927, nr 1, s. 40-41
- Tablice metrologiczno – numizmatyczne // W: Wierzchowski, T.: Vademecum. Podręcznik dla studiów archiwalnych. – Lwów; Warszawa, 1926, s. 214-216
- Terminologia czerwonoruskich miar nasypowych (zbożowych) w XV i XVI w. // Zapiski Numizmatyczne. – Lwów, 1925, nr 2, s. 39-42; nr 3, s. 67-71 Rec.: A.F. // Lud. – 1925, t. 24, s. 188
- Terminologia czerwonoruskich miar nasypnych (zbożowych) w XV i XVI w. (dokończenie) // Zapiski Numizmatyczne. – 1925, nr 3, s. 67-71
- Tomaszów Ordynacki: monografia historyczna // Teka Zamojska. – 1921, nr 5-6, s. 65-80
- Towarzystwo Heraldyczne we Lwowie // Kwartalnik Historyczny. – 1925, Ł 39, s. 399-402, Toż.: Zapiski Numizmatyczne. – 1925, nr 2, s. 54
- Traktat w Sevres // Drogi Polskie. – 1922, nr 3, s. 175-182
- Treść Zapisków Numizmatycznych oraz Pieniądza papierowego ilustrowanego zestawił dodatku kwartalnego do Zapisków Numizmatycznych za rok 1926 zestawił... // Zapiski Numizmatyczne. – 1926, t. 2, s. 2
- Trybun Ziemi Chełmskiej Henryk Wierciński // Kronika Powiatu Zamojskiego. – 1918, nr 15, s. 34-38
- Trybunał Zamojski: studjum z dziejów dawnego prawa sądowego polskiego // W: Szymon Szymonowic i jego czasy: rozprawy i studia / pod red. Stanisława Łempickiego. – Zamość: Komitet Obchodu 300-nej Rocznicy zgonu Szymona Szymonowica, 1929. – S. 275-282, Toż: Narodziny Zamościa w pracach Kazimierza Sochaniewicza /oprac., wstępem i bibliogr. opatrzył Kazimierz Kowalczyk Państwowe w Zamościu. – Zamość: Archiwum Państwowe, 2007. – S. 89-106
- Urzędnicy województwa bełskiego do połowy XVI w. / oprac. Kazimierz Sochaniewicz; przy współudziale Adama Wolffa // Miesięcznik Heraldyczny. – 1931, nr 1, s. 7-8
- Uwagi o tzw. Modlitewniku Władysława Warneńczyka [sprawozdanie] // Sprawozdania Towarzystwa Naukowego we Lwowie. – 1928, t. 8, s. 67
- W sprawie heraldyki ruskiej i badań nad rozsiedleniem szlachty na ziemiach ruskich // W: Pamiętnik IV Zjazdu Historyków Polskich w Poznaniu 6-8 grudnia 1925. Lwów 1925, s. 10
- W sprawie inwentaryzacji kolegiaty zamojskiej [archiwum] // Kronika Powiatu Zamojskiego. – 1918, nr 10, s. 55
- W sprawie statuy św. Florjana // Kronika Powiatu Zamojskiego. – 1918, nr 10, s. 55
- W sprawie zwyczaju tatuowania (na ziemiach polskich) // Lud. – 1927, t. 26, s. 77-80
- Wstęp historyczny // W: Monografia statystyczno-gospodarcza województwa lubelskiego / red. Ignacy Czuma – 1932, t. 1, s. 3-28
- Wydawnictwo Pomników dziejowych m. Torunia // Wiadomości Historyczne: dodatek do Kwartalnika Historycznego. – 1930, t. 44, nr 3, s. 293-294
- Wzrost biskupstwa chełmskiego do połowy XVI w. // Wschód Polski. – 1921, s. 135-142
- Z dziejów elementarnego nauczania geografii w byłym zaborze austriackim // Przegląd Wydawnictw Książnicy Atlas. – 1925, nr 8, s. 165-169 Rec.: Skoczek, J.: Prace o nauczaniu geografii w Polsce // Minerwa Polska. – 1927, nr 3, s. 295-297
- Z dziejów rybitwów polskich [Z powodu wystawy rybackiej we Lwowie] // Kronika Powszechna. – 1912, nr 42, s. 270-271
- Z pożółkniętych papierów (Losy imćpana Albrychta Sawickiego) // Kronika Powszechna. – 1913, nr 41, s. 676-677
- Z żałobnej karty. Ś. P Adolf Strzelecki. Bibliografia // Lud. – 912, t. 18, s. 236-239 (Kronika Etnograficzna)
- Z dziejów archiwum głównego // Kwartalnik Historyczny. – 1922, s. 279
- Z dziejów rybitwów polskich // Kronika Powszechna. – 1912, nr 42, s. 270-271
- Z dziejów szkolnictwa średniego w byłych zaborach: rosyjskim i pruskim [przegląd prac] // Minerwa Polska. – 1927, z. 4, s. 421-427
- Z zagadnień metrologicznych ziem czerwonoruskich // Kwartalnik Historyczny. – 1925, s. 671-672
- Zagadnienia ludoznawcze w szkole średniej // Dziennik Lwowski. – 1927 (28. 03)
- Zagadnienia polityki państwowej polityki w ziemi Chełmskiej i w województwie bełskiem w XIV-tym i XV-tym wieku. Cz. 1 // Rocznik Towarzystwa Heraldycznego. – 1924-1925, t. 7, s. 194-195
- Zagadnienia regionalne Zamojszczyzny // W: Pamiętnik Zjazdu Naukowego im. Szymona Szymonowica w Zamościu z września 1929. – Zamość: Koło Miłośników Książki, 1930, s. 49-57
- Zaginione dokumenty Witolda W. Ks. Litewskiego dla Cebrowskich h. Hołobok // Ateneum Wileńskie. – 1927, z. 12, s. 208-213
- Zainteresowanie się numizmatyką grecką u nas // Kwartalnik Klasyczny. – 1928 s. 343
- Zapomniane skarby [Apel w sprawie ratowania archiwów kościelnych] // Kronika Powszechna. – 1913, nr 10, s. 171-172
- Zamościana: (Notatki o rękopisach do dziejów Zamościa) // Teka Zamojska. – 1920, nr 2, s. 31-32; nr 3, s. 47-48; nr 5, s. 79-80; nr 8, s. 127-128
- Zamościana: (Notatki o rękopisach do dziejów Zamościa). Materiał archiwalny do dziejów monet bitych w czasie oblężenia Zamościa w roku 1813 // Teka Zamojska. – 1921, nr 7 s. 110-112
- Zamościana: (Notatki o rękopisach do dziejów Zamościa). Zapiski x Stanisława Rutowskiego, kanonika kolegiaty Zamojskiej z r. 1920 : Zamościania (notatki o rękopisach do dziejów Zamościa) // Teka Zamojska. – 1920, nr 1, s. 15-16
- Zamościana w archiwum państwowym i uniwersyteckim we Lwowie // Teka Zamojska. – 1920, nr 6, s. 94-96
- Zamość jako twierdza kresowa // Kronika Powiatu Zamojskiego. – 1918, nr 1-2, s. 7-8
- Zasługi ś.p. Stanisława Sobińskiego na polu dydaktyki historycznej // Minerwa Polska 1926, nr 1, s. 58-64
- Zbiory Bolesława Orzechowicza we Lwowie // Ziemia Lubelska. – 1922, nr 233, s. 4
- Ze studiów nad rozsiedleniem szlachty w Ziemi chełmskiej. Smokowie – Ślepowrony w XV i XVI wieku na Chełmszczyźnie, przybysze z Mazowsza // Rocznik Towarzystwa Heraldycznego we Lwowie”. – 1924, t. 7, s. 175-196.
- Ze studiów nad staropolskimi miarami roli [komunikat]; Zaginione dokumenty Witolda W. Ks. Litewskiego dla Cebrowskich[komunikat] // Kwartalnik Historyczny. – 1927 t. 41, s. 721-722
- Zgon zasłużonego badacza dziejów miast polskich [Jana Ptaśnika] // Mestwin. – 1930, nr 13, s. 7-8
- Zwrot archiwów i mienia kulturalnego Polsce przez Rosję // Gazeta Lwowska. – 1922, nr 184-190, 192
- Zwyczaj piętnowania koni w Polsce w XV i XVI w. // Przegląd Weterynaryjny – 1914

Wydawnictwa zwarte
- Bolesław Chrobry / Kazimierz Sochaniewicz. – Lwów: Wyd. Zakładu Narodowego im. Ossolińskich, 1926; Lwów: Wyd. Zakładu Narodowego im. Ossolińskich, 1926. – 91 s., 1 k. tabl.: il.; 18 cm (Nasza Biblioteka; nr 7) Rec.: Anonim. // Wiadomości Nauczycielskie. – 1926, nr 2, Fijałek, J. // Nowa Polonia Sacra. – 1929, s. 233-234, Widajewicz, J. // Kurier Poznański. – 1926, nr 144, s. 7
- Cech rzeźnicko-piekarski w Janowie Lubelskim w XVIII w. – Lublin: Towarzystwo Przyjaciół Nauk, 1929. 14, s.; 20 cm. Odbitka: Pamiętnik Lubelskiego Towarzystwa Przyjaciół Nauk. T. 1.
- Czterdziestolecie „Muzeum” 1885-1825. Quadraginta annorum „Musaei” sollemnia. – Lwów, Warszawa; Książnica Atlas. – 1925, s. 143, Toż: Muzeum 1885-1925 // Muzeum. Dod. 15, s. 34-140 Rec. Lambda. // Wiadomości Nauczycielskie. – 1926, nr 7; Skoczek, J.: Prace w czterdziestoletni jubileusz czasopisma „Muzeum” (1885-1925) // Minerwa Polska. – 1927, nr 3, s. 298-299
- Dzieje Zamościa w dobie przed lokacją na prawie niemieckim: (1450-1580). – Warszawa: nakł. Tow. Nauk. Warszawskiego i Gebethnera i Wolffa, 1921. – 14 s.; 24 cm. Odbitka: Rozprawy Historyczne Towarzystwa Naukowego Warszawskiego. T. 1 z. 4, 2, Toż: Narodziny Zamościa w pracach Kazimierza Sochaniewicza / oprac., wstępem i bibliogr. opatrzył Kazimierz Kowalczyk; Archiwum Państwowe w Zamościu. – Zamość: Archiwum Państwowe, 2007, – S. 59-70
- Dzieje Zamościa w dobie przed lokacją na prawie niemieckim: (1450-1580). – Warszawa: Towarzystwo Naukowe Warszawskie, 1922. – 14 s.; 20 cm. Odbitka: Rozprawy Historyczne Towarzystwa Naukowego Warszawskiego. T. 1, z. 4, 2.
- Dzieje Zamościa w dobie przed lokacją na prawie niemieckim: (1450-1580). – Lwów; Warszawa: Książnica Polska Towarzystwa Nauczycieli Szkół Wyższych, 1922. – S. 11-22;24 cm Odbitka: Rozprawy Historyczne Towarzystwa Naukowego Warszawskiego. T. 1, z. 4, 2
- Geografja: wiadomości wstępne dla II klasy szkół średnich / Tadeusz Radliński; Kazimierz Sochaniewicz. – Warszawa]: M. Arct, [post 1920]. – 165 s.: mapy, rys.; 23 cm.
- Henryk Wierciński jako badacz ziem wschodnich Rzeczypospolitej. – Lublin: Towarzystwo Przyjaciół Nauk, 1925. 15 s.; 20 cm. Odbitka: Przegląd Lubelsko-Kresowy, 1925.
- Herb miasta Lwowa. – Warszawa: Polski Dom Wydawniczy, 1989. – 79, [1] s.: il.; 24 cm. (Biblioteka Lwowska; t. 4) Przedr. fotooffs., oryg.: Lwów: Towarzystwo Miłośników Przeszłości Lwowa, 1933. – Współwyd.: Nobilitacya miasta Lwowa / Franciszek Jaworski. Józef Piłsudski we Lwowie / Zygmunt Zygmuntowicz
- Herb miasta Lwowa. – Lwów: Towarzystwo Miłośników Przeszłości Lwowa, 1933. –

[2]; il.; 23 cm. (Biblioteka Lwowska; 33), Rec.: Bielecki, E. Miesięcznik Heraldyczny. – 1934, s. 13-14
- J.K. Janowskiego b. członka i sekretarza rządu narodowego w powstaniu 1863-1864. Pamiętniki o powstaniu styczniowym P.I. (styczeń-maj 1863 r.). – Lwów, 1923
- Jak prowadzić pogadanki z żołnierzami o dziejach ziemi, narodu i państwa polskiego. – Warszawa: Główna Księgarnia Wojskowa, 1920. – 39 s.; 15 cm. Bibljoteczka Referenta Oświatowego nr 2)
- Karnawał w Zamościu w 1580. – Zamość Zygmunt Pomarański i Ska, 1919, 8s. (Biblioteczka Kroniki Powiatu Zamojskiego; 23), Toż: Warszawa: Saturn, 1919, 8 s.; 15 cm.
- Krótki rys dziejów Gimnazjum im. Króla Stefana Batorego [we Lwowie] ze szczegółowym uwzględnieniem lat 1918-1928. – Lwów 1928, 8 s.
- Kult przeszłości w wychowaniu narodowem. – Zamość: Zygmunt Pomarański i S-ka, – 39 s.; 20 cm.

(Biblioteczka Dydaktyczna; 8), Rec.: Kulczyńska H. // Muzeum. – 1923,s. 217
- Kult przeszłości w wychowaniu narodowem. Zamość: „Zygmunt Pomarański i Spółka”, 1921. – Wyd. 2 przejrz. i popr., 44 s.; 18 cm. (Bibljoteczka Dydaktyczna; 8)
- Kultura klasyczna a nauczanie historji w gimnazjum. – Lwów: Polskie Towarzystwo Filologiczne, [po 1927]. – S. [2], 275-286; 20 cm. Odbitka: Kwartalnik Klasyczny.
- Materjały do historji wojen i wojskowości w zbiorach Archiwum Miasta Torunia / H. Piskorska [współaut.]. – Warszawa: Wojskowe Biuro Historyczne, 1930. – 14 s. Odbitka: Przegląd Historyczno-Wojskowy. – 1930, t. 3, nr 1-2, s. 270-284
- Metryki Kolegiaty Zamojskiej. – Zamość: Zygmunt Pomarański i Spółka, 1918. – 8 s.; 15 cm.

(Biblioteczka „Kroniki Powiatu Zamojskiego”
- Miary i ceny produktów rolnych na Podolu w XVI wieku = (Mesures et prix des produits agrocoles en Podole au XVIe siecle). – Lwów: Towarzystwo Ludoznawcze, 1929. – 24 s.; 20 cm. Nota bibliogrf.: S. I. // Kwartalniki Historyczny. – 1929, s. 156-157 Odbitka: Kwartalnik Etnograficzny „Lud”, t. 8 (1927).
- Miary roli na Podhalu w ubiegłych wiekach. – Lwów: Tow. Ludoznawcze, 1927. – 21 s.; 23 cm. Odbitka: Lud, Ser. 2, t. 5 (1926).
- Monografja statystyczno-gospodarcza województwa lubelskiego. T. 1, Zagadnienia podstawowe / red. Ignacy Czuma; wstęp historyczny Kazimierz Sochaniewicz. – Lublin, 1932
- Najdawniejsza organizacja Samorządu w Zamościu. – Zamość: „Zygmunt Pomarański i Spółka”, 1921, 16 s.
- Najdawniejsze dyplomy Witołda W. Ks. Litewskiego: (przyczynek do dyplomatyki litewskiej). – Wilno: [s.n.], 1926. – 13 s.; 24 cm. Odbitka: Ateneum Wileńskie, z. 10-11.
- Nauka historji: wskazówki do samokształcenia. – Lwów: K. S. Jakubowski, 1928. – 208 s.; 21 cm.

(Poradniki Nauczycielskie; t. 2)
- Nauczanie historji w szkołach średnich jako przygotowanie do studjum uniwersyteckiego w ogóle, a historycznego i prawniczego w szczególności / Alfred Halban [współaut.]. – Lwów, 1925; 16 s.; 23 cm. Odbitka: Pamiętnik 4. Powszechnego Zjazdu Historyków Polskich w Poznaniu 6-8 grudnia 1925. 1. – Referaty
- Nobilitacja miasta Lwowa /Franciszek Jaworski. Herb miasta Lwowa /K[azimierz] Sochaniewicz. Józef Piłsudski we Lwowie / Zygmunt Zygmuntowicz. – Warszawa: Polski Dom Wydawniczy, 1990; 59, 79, [3], 94, [2] s.: il., faks., fot, portr.; 24 cm. (Biblioteka Lwowska; t. 4) Przedr. fotooffs., oryg.: Lwów: nakł. Towarzystwa Miłośników Przeszłości Lwowa, 1909, 1933, 1934.
- Nobilitacja miasta Lwowa /Franciszek Jaworski. Herb miasta Lwowa /K. Sochaniewicz. Józef Piłsudski we Lwowie / Zygmunt Zygmuntowicz. – Warszawa: Polski Dom Wydawniczy, 1989. – 59,79,94 : il.; 24 cm.(Biblioteka lwowska; T.4)
- Nobilitacya miasta Lwowa / Franciszek Jaworski. Herb miasta Lwowa /K[azimierz] Sochaniewicz. Józef Piłsudski we Lwowie / Zygmunt Zygmuntowicz. – Lwów, 1909. – 59,[5], 94, [2] s.: faks., fot., portr.; 24 cm. (Biblioteka Lwowska; t. 4)
- O kolebce rodu Zamojskich i Piwach – Prawdzikach na Rusi. – Kraków, 1921 Odbitka: Rocznik Polskiego Towarzystwa Heraldycznego, 1920, t. 5, s. 58-76
- O potrzebie systematycznego wydawnictwa materijałów do historii procesów o czary w Polsce. – Lwów: Towarzystwo Ludoznawcze, 1925. -5 s.; 20 cm. Odbitka: „Lud” T. 24, z.3-4
- O roli niektórych mieszkańców naszych lasów w życiu gospodarczem polskiego średniowiecza: (lis, kuna, wiewiórka itp.). – Lwów: Książnica-Atlas, 1929. S. 357-361; 20 cm. Wycinek z: „Przyroda i Technika”. R. 8 1929
- Pieczęć Kiejstuta w zbiorze sfragistycznym miasta Torunia. – Kraków: Towarzystwo Numizmatyczne, 1930. – [1], 3; 24 cm. Odbitka: „Wiadomości Numizmatyczno-Archeologicznych” 1928-1929, t. 12.
- Przyczynek do czarów na Żmudzi w XVII wieku, 1922. – 16 s. Odbitka: Lud, 1922, t. 50, s. 125-135
- Rewindykowana księga ławnicza Torunia. – Toruń: Magistrat m. Torunia, 1925. – 16 s.; 20 cm.
- Rozwody na Rusi Halickiej w XV i XVI wieku. – Lwów: Nakładem Redakcji Pamiętnika Historyczno-Prawnego. – 1929. – 61, [1] s.; 24 cm. (Pamiętnik Historyczno-Prawny; t. 7, z. 3) Rec.: Hollander, Eugen: // Młoda Palestra. – 1929, s. 193-195
- Sprawa rewindykacji archiwów i mienia kulturalnego Polski od Rosji. – Warszawa: Wyd. Towarzystwa Straży Kresowej, 1921. – 77 s.; 25 cm. (Bibljoteczka „Wschodu Polski”; nr 5)
- Stan, organizacja i postulaty badań nad historją ziem południowo-ruskich // W: „IV Zjazd Historyków Polskich w Poznaniu 1925”. T. 1: Referaty. – Lwów, 1925, 12 s.
- Stosunki narodowościowo-wyznaniowe w dyecezyi podlaskiej w r. 1863. – Zamość: Zygmunt Pomarański i Spółka, 1918. – 24 s.; 26 cm. (Obrona Kresów: wydawnictwo poświęcone sprawom Chełmszczyzny i Podlasia; T. 1) Odbitka: Lud. – 1918, z. 3-4, s. 271-292
- Ś.p. Zygmunt Luba Radzimiński. Prezes Honorowy Polskiego Towarzystwa Heraldycznego. – Kraków: Polskie Towarzystwo Heraldyczne, 1930. – 18 s.; 30 cm. Odbitka: Rocznik Polskie Towarzystwo Heraldyczne we Lwowie. T. 9 R. 1928-1929[druk.: 1930], s. 301¬312 (Bibliografia prac ś.p. Z. L. Radzimińskiego), s. 312-318; toż.: Kwartalnik Historyczny, 1929, s. 182-192, s. 182-192. [T. 2, Wiad. Hist.]
- Święty Tomasz Apostoł patron Zamościa. – Zamość: Zygmunt Pomarański i Spółka, 1918. – 23 s.; 15 cm. (Biblioteczka „Kroniki Powiatu Zamojskiego”; Nr 2)
- Trybun ziemi Chełmskiej – Henryk Wiercieński. – Zamość: „Zygmunt Pomarański i Spółka, [1918]. – 16 s.; 15 cm. Biblioteczka „Kroniki Powiatu Zamojskiego”; l. 17)
- Trybunał Zamojski: studjum z dziejów dawnego prawa sądowego polskiego. – Zamość: Komitet Obchodu 300-nej Rocznicy zgonu Szymona Szymonowica, 1929. – 40 s.; 20 cm. Odbitka: Księga pamiątkowa pt. Szymon Szymonowic i jego czasy. Rozprawy i studia // pod red. Stanisława Łempickiego. – 1929, s. 272-273. Dodatek 1: Regesta przywilejów miasta Zamościa z lat 1580-1604; Dodatek 2: Przywilej Trybunału Zamojskiego z r. 1604.; Nota Bibliogr. K.K. // Roczniki Dziejów społecznych i Gospodarczych. – 1931, t. 1, s. 272-273
- Urzędnicy województwa bełskiego do połowy XVI w. / oprac. Kazimierz Sochaniewicz; przy współudziale Adama Wolffa. – Warszawa: druk Piotra Laskauera, 1931. – 19, [1] s.; 28 cm. Odbitka: Miesięcznik Heraldyczny, 1931, nr 1
- Z zagadnień Kościoła wschodniego w Polsce. – Warszawa: nakładem Redakcji Miesięcznika Polit.-Gosp. „Drogi Polski”, 1922. – 24 s.; 23 cm. Odbitka: Drogi Polski, 1922, nr 1 pt. „Autokefalja Kościoła Wschodniego w Polsce”
- Zamość jako twierdza kresowa. – Zamość: Zygmunt Pomarański i Ska, 1918, 7 s. (Bibljoteka Kroniki Powiatu Zamojskiego, nr 2)
- Ze studiów nad rozsiedleniem szlachty w Ziemi Chełmskiej. Smokowie, Ślepowrony w XV i XVI wieku na Chełmszczyźnie, przybysze z Mazowsza. – Kraków 1926, 21 s.
- Ze studjów nad rozsiedleniem szlachty w ziemi chełmskiej; Smokowie Ślepowrony w XV i XVI w. na Chełmszczyźnie przybysze z Mazowsza / Kazimierz Sochaniewicz. Mazowsza. – Chełm: [b. w., b.r.]. – S. 176-196; 20 cm. Odbitka: Rocznik Heraldyczny.
- Zjazd Historyków Polskich (4; 1925; Poznań). Sekcja 7. 4. Zjazd Historyków Polskich w Poznaniu 1925. Sekcja 7. Odbitka: Pamiętnik 4. Powszechnego Zjazdu Historyków Polskich w Poznaniu 6-8 grudnia 1925. – Referaty / Kazimierz Sochaniewicz. – Lwów, 1925 Opis według nagł.
- Życie Rosji Sowieckiej. – Warszawa: Wydawnictwo Towarzystwa Straży Kresowej, 34 s.; (Bibljoteczka „Wschodu Polski” nr 9)